# District de Villefort
Le district de Villefort est une ancienne division territoriale française du département de la Lozère de 1790 à 1795.
Il était composé des cantons de Villefort, Chasserades, Cubieres et Vialas.